# The Edukators
The Edukators (Die fetten Jahre sind vorbei) è un film del 2004 diretto da Hans Weingartner.